# SurveyMonkey
 (septembre 2021).

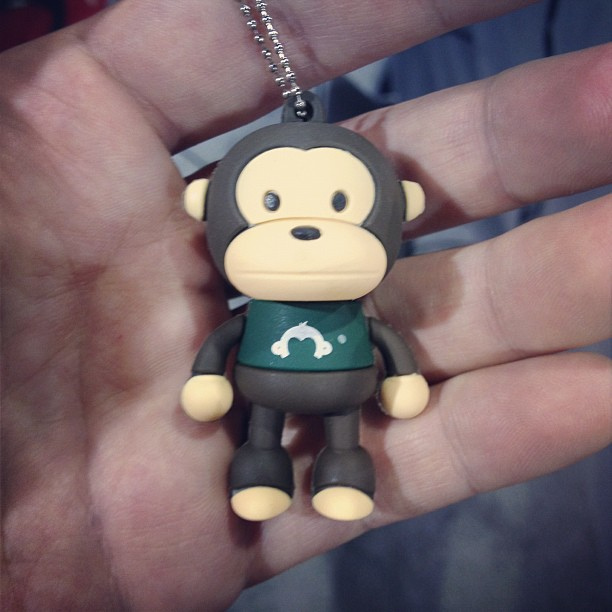

SurveyMonkey est un site de sondage en ligne fondé en 1999 par Ryan Finley. SurveyMonkey propose gratuitement, des sondages personnalisables, ainsi qu'une série de programmes de statistiques. En plus de fournir gratuitement ses services, SurveyMonkey propose à l'échelle des entreprises l'analyse des données, la gestion de la marque et l'analyse commerciale axées sur le consommateur. 
SurveyMonkey permet de faire des collectes de données, des analyses des données, de la gestion de marque et du marketing (basé sur le consommateur).
Dès 2015, SurveyMonkey possède 25 millions d'utilisateurs, et reçoit de 90 millions de réponses aux sondages sur un mois. La société a de plus été citée dans la Forbes Unicorn List en 2015.

## Histoire

### Fondateur
La société est détenue principalement par Ryan et Chris Finley, jusqu'en 2009, puis vendue à un consortium d'investissement privé. Le PDG de SurveyMonkey Dave Goldberg est décédé subitement le 1er mai 2015, lors de ses vacances à l'étranger avec sa femme Sheryl Sandberg.
Le 3 août 2015, Bill Veghte remplace David Goldberg comme PDG de SurveyMonkey. Étudiant à Harvard avec Goldberg, Veghte a également occupé des postes de haut niveau chez HP et Microsoft. Moins de 6 mois plus tard, en janvier 2016, il est remplacé par Sandre Lurie.
En 2010, la société a reçu 100 millions de dollars dans le financement de la dette de la Bank of America Merrill Lynch et SunTrust Robinson Humphrey.
En 2013, la société a levé 800 millions grâce à des actions valorisant la société à 1,35 milliard de dollars.

### Expansion
En 2012, la société lance une plate-forme d'analyse appelée Audience, permettant aux clients d'envoyer leur questionnaire à un groupe restreint de personnes.
À compter de 2013, SurveyMonkey possède environ 15 millions d'utilisateurs.
En septembre 2013, la société a annoncé HIPAA-Compliant features une fonctionnalités disponible aux détenteurs d'abonnements. En novembre 2013, la société a annoncé un nouveau produit d'entreprise avec des capacités de gestion supplémentairesEn août 2014, SurveyMonkey a acquis la société Canadienne Fluidware, les créateurs de FluidSurveys.com et FluidReview.com.  En 2014, la société a levé 250 millions de dollars en financement par capitaux de Google, Tiger Global Management, Baillie Gifford, T. Rowe Price et Morgan Stanley.
En avril 2015, la société a annoncé une nouvelle plate-forme de données appelé Benchmarks. Cela permet aux utilisateurs de comparer leurs résultats de sondage aux concurrents.
En octobre 2021, Zendesk annonce l'acquisition de Momentive Global, entreprise qui possède la plateforme SurveyMonkey, pour 4 milliards de dollars.

## Activité

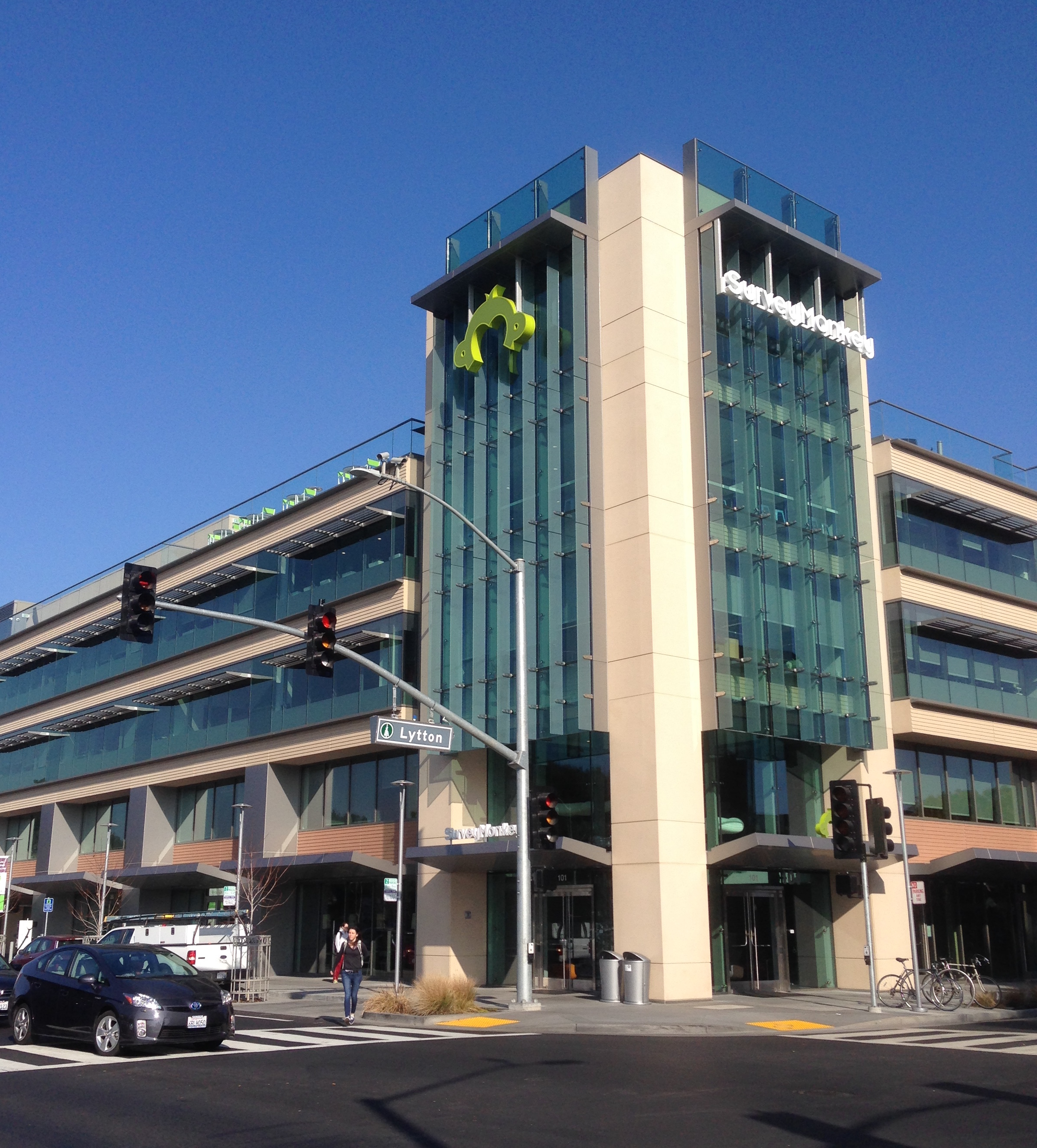
Le bureau de SurveyMonkey à Palo Alto, en Californie.

Il y a des bureaux à Palo Alto, en Californie; Portland, Oregon; Seattle, Washington; Dublin, Irlande; Ottawa, en Ontario; et au Luxembourg.
La société repose sur le principe commercial freemium.

## À voir également
- Comparaison de logiciel de sondage (en)